# Cleora atriclava
Cleora atriclava là một loài bướm đêm trong họ Geometridae.